# Liste des guerres impliquant la Bolivie
Voici une liste des guerres menées par la Bolivie indépendante de 1809 à 1967. 
| Conflit                                         | Combattant 1                                             | Combattant 2                          | Résultats                                                                                     |
| ----------------------------------------------- | -------------------------------------------------------- | ------------------------------------- | --------------------------------------------------------------------------------------------- |
| Guerre d'indépendance bolivienne (1809-1825)    | Républiquettes Provinces-Unies du Río de la Plata        | Espagne                               | Victoire - Indépendance de la Bolivie par rapport à la domination espagnole.                  |
| Guerre de la Confédération (1836-1839)          | Confédération péruvio-bolivienne                         | Chili Pérou                           | Défaite - Dissolution de la Confédération péruvio-bolivienne.                                 |
| Guerre entre le Pérou et la Bolivie (1841-1842) | Bolivie                                                  | Pérou                                 | Statu quo ante bellum - Signature du traité de Puno - Expulsion bolivienne du sud du Pérou.   |
| Guerre des îles Chincha (1865-1866)             | Pérou Chili Équateur (depuis 1866) Bolivie (depuis 1866) | Espagne                               | Victoire - Retrait espagnol des Îles Chincha. - Indépendance du Pérou reconnue par l'Espagne. |
| Guerre du Pacifique (1879-1883)                 | Pérou Bolivie                                            | Chili                                 | Défaite - Département du Littoral cédé par la Bolivie au Chili.                               |
| Guerre des Chiriguanos (en) (1892)              | Bolivie                                                  | Chiriguanos (en)                      | Victoire - Subjugation du peuple chiriguano.                                                  |
| Guerre de l'Acre (1899 – 1903)                  | Bolivie                                                  | República Velha Acre                  | Défaite - Capitulation des troupes boliviennes à Acre.                                        |
| Guerre du Chaco (1932-1935)                     | Bolivie Soutenu par : l'Angleterre                       | Paraguay Soutenu par : les États-Unis | Défaite - La majeure partie de la zone en litige attribuée au Paraguay.                       |
| Ñancahuazú Guerrilla (1966 – 1967)              | Bolivie États-Unis                                       | ELN Cuba                              | Victoire - La guérilla vaincue, Che Guevara exécuté.                                          |